# Gliophorus chromolimoneus
Gliophorus chromolimoneus är en svampart som först beskrevs av G. Stev., och fick sitt nu gällande namn av E. Horak 1973. Gliophorus chromolimoneus ingår i släktet Gliophorus och familjen Hygrophoraceae.   Inga underarter finns listade i Catalogue of Life.

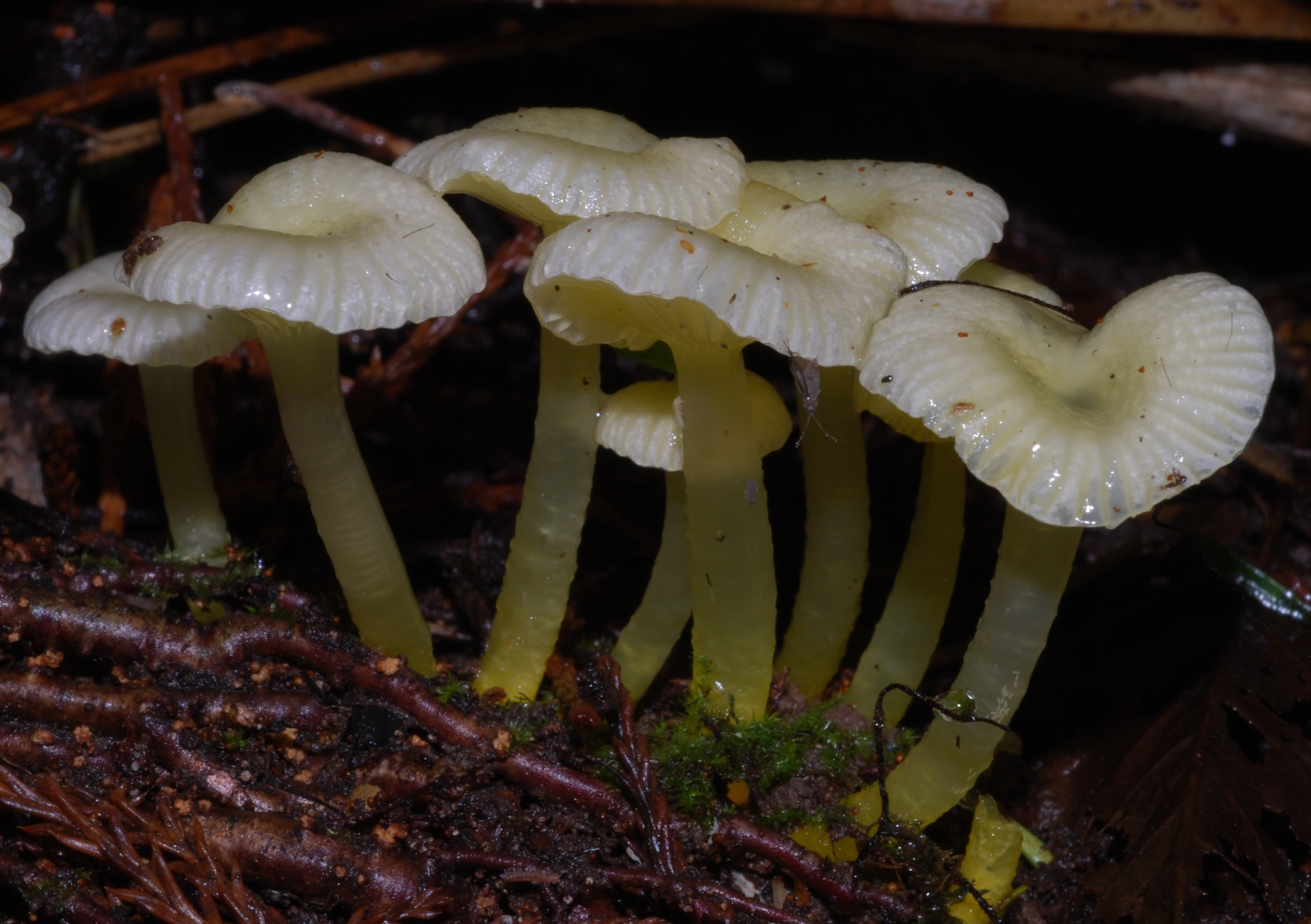
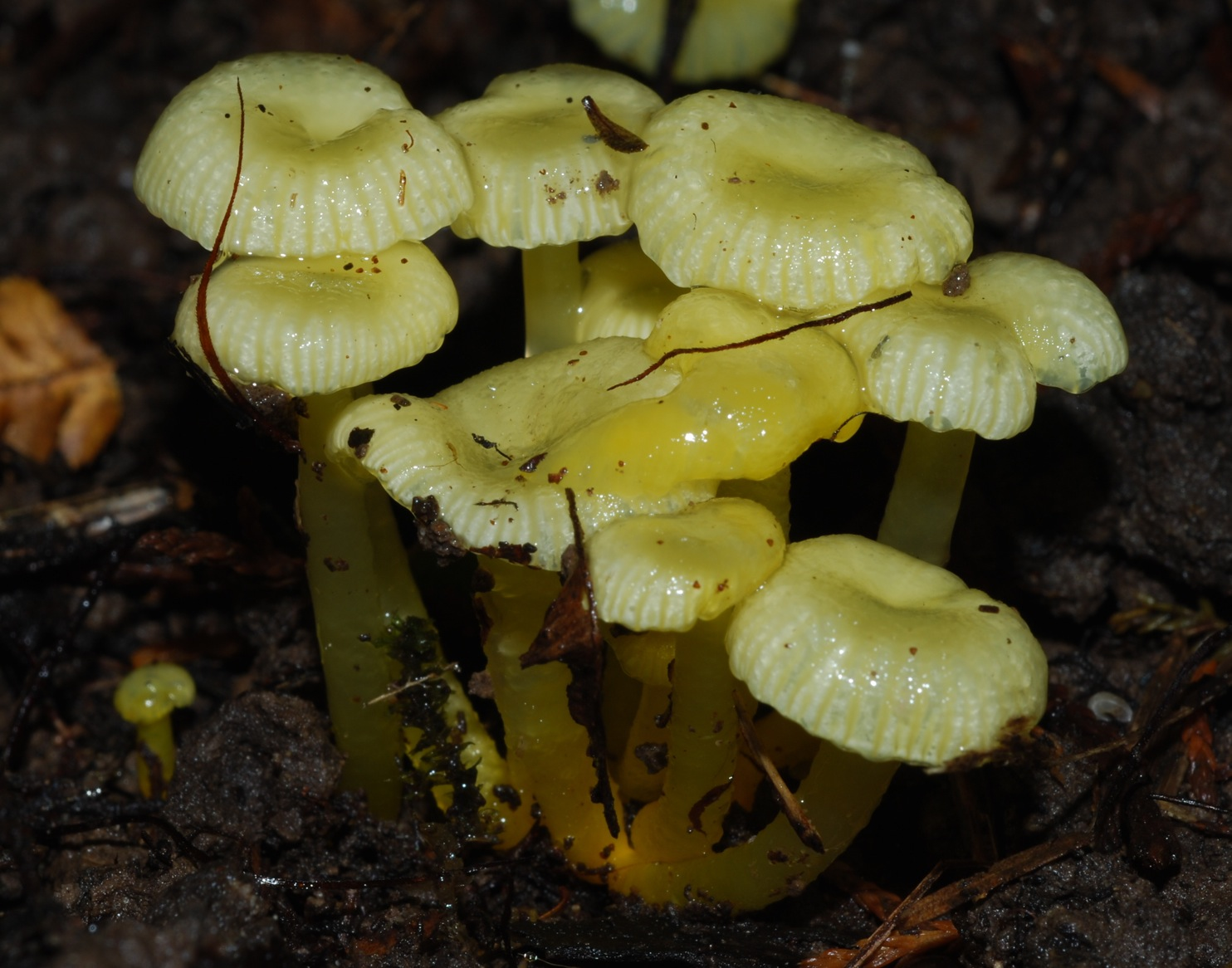
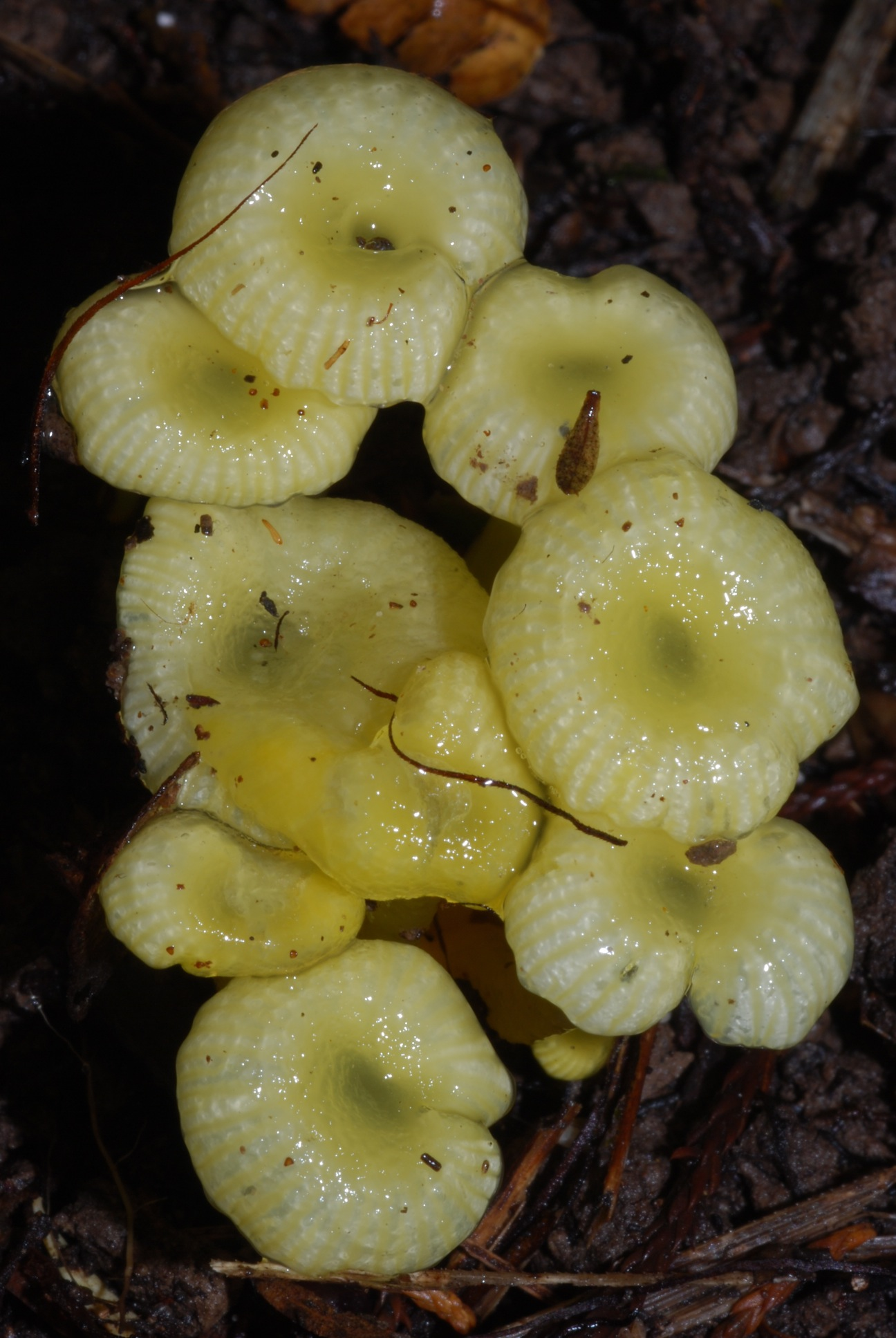
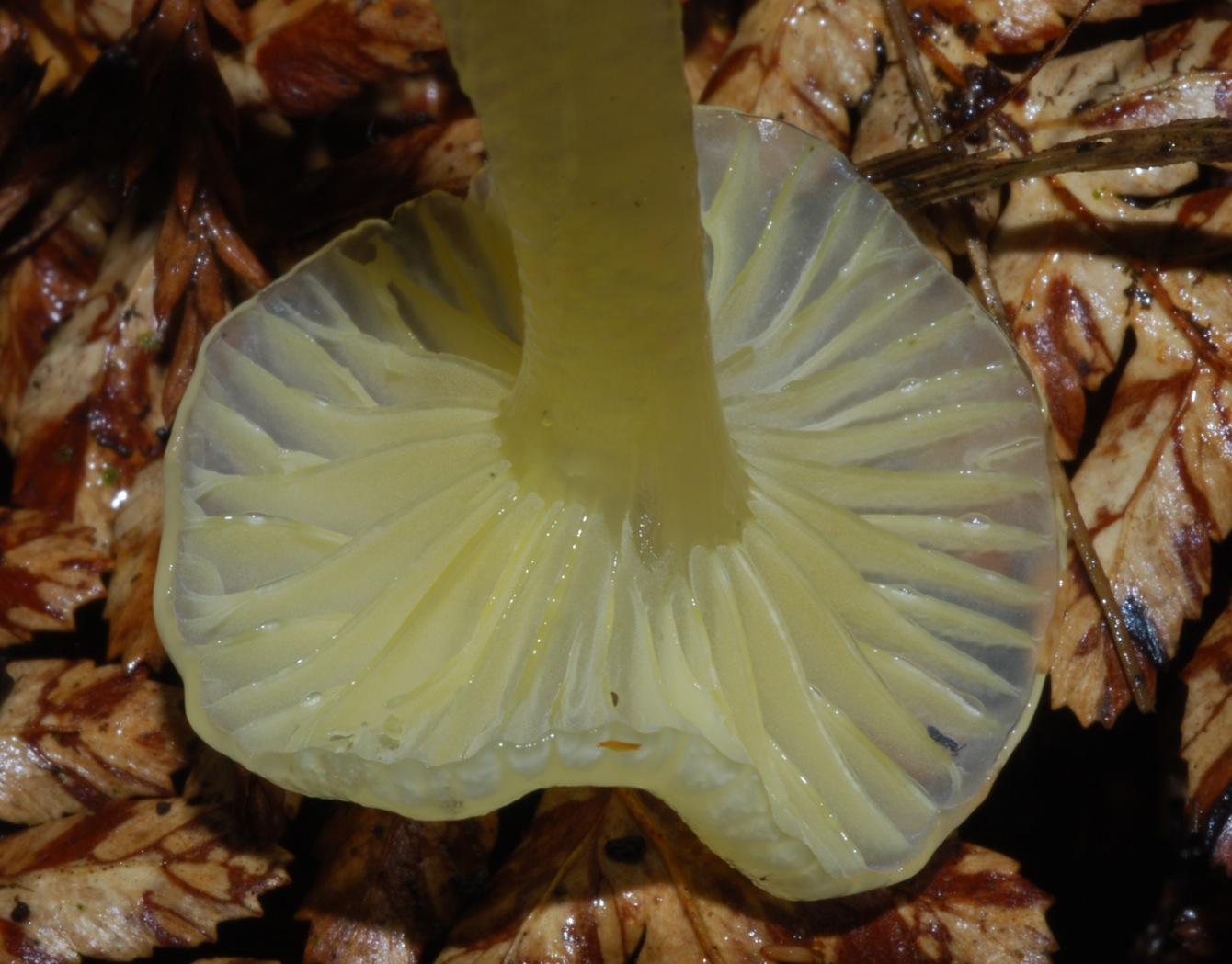
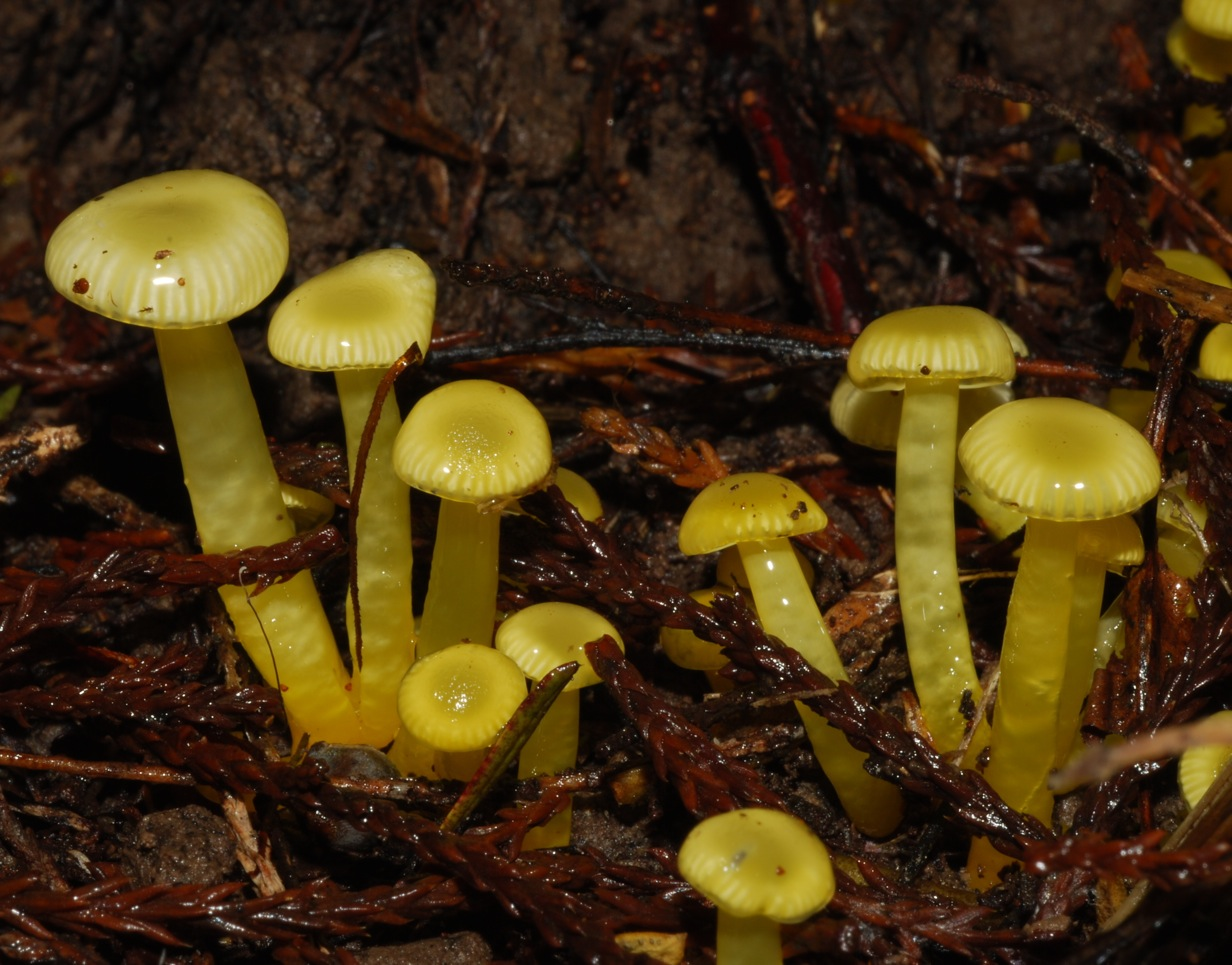
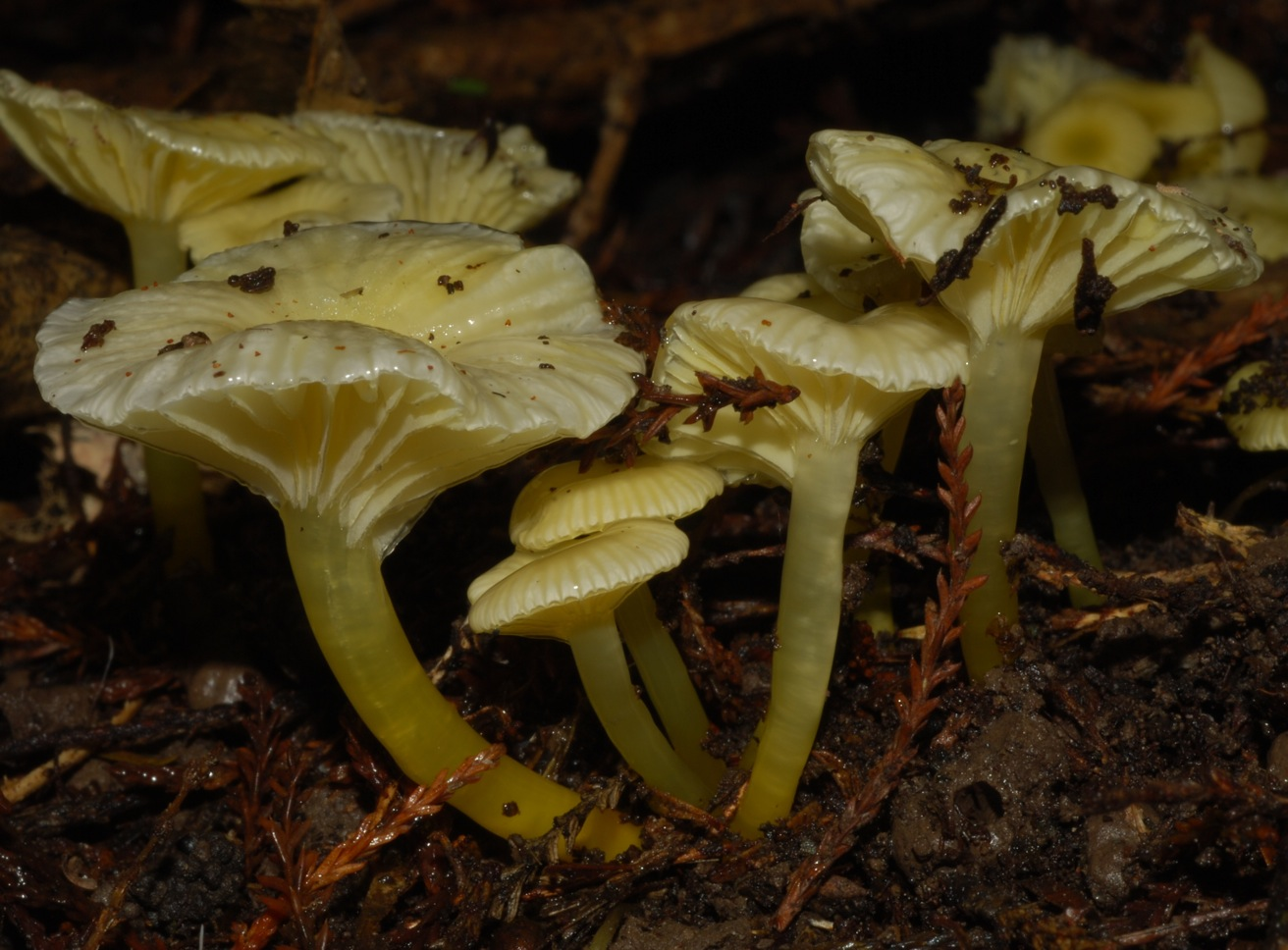